# Collipulli (ort)
Collipulli är en ort i Chile.   Den ligger i provinsen Provincia de Malleco och regionen Región de la Araucanía, i den södra delen av landet, 500 km söder om huvudstaden Santiago de Chile. Collipulli ligger 257 meter över havet och antalet invånare är 16 392.
Terrängen runt Collipulli är platt åt nordost, men åt sydväst är den kuperad. Det finns inga andra samhällen i närheten.
I omgivningarna runt Collipulli växer i huvudsak städsegrön lövskog. Runt Collipulli är det glesbefolkat, med 18 invånare per kvadratkilometer.